# Diócesis de Dundo
La diócesis de Dundo (en latín: Dioecesis Dundensis y en portugués: Diocese de Dundo) es una circunscripción eclesiástica de la Iglesia católica en Angola. Se trata de una diócesis latina, sufragánea de la arquidiócesis de Saurimo. Desde el 22 de diciembre de 2012 su obispo es Estanislau Marques Chindekasse, de los Misioneros del Verbo Divino.

## Territorio y organización
La diócesis tiene 103 760 km² y extiende su jurisdicción sobre los fieles católicos de rito latino residentes en la provincia de Lunda Norte.
La sede de la diócesis se encuentra en la ciudad de Dundo, en donde se halla la Catedral de Nuestra Señora de la Inmaculada Concepción.
En 2021 en la diócesis existían 10 parroquias.

## Historia
La diócesis fue erigida el 9 de noviembre de 2001 con la bula Angoliae evangelizandae del papa Juan Pablo II, obteniendo el territorio de la diócesis de Saurimo (hoy arquidiócesis). Originalmente era sufragánea de la arquidiócesis de Luanda.
El 12 de abril de 2011 pasó a formar parte de la provincia eclesiástica de la arquidiócesis de Saurimo.

## Estadísticas
Según el Anuario Pontificio 2022 la diócesis tenía a fines de 2021 un total de 425 865 fieles bautizados.
| Año                                                                             | Población            | Población | Población      | Sacerdotes | Sacerdotes    | Sacerdotes    | Bautizados por sacerdote | Diáconos permanentes | Religiosos | Religiosos | Parroquias |
| Año                                                                             | Bautizados católicos | Total     | % de católicos | Total      | Clero secular | Clero regular | Bautizados por sacerdote | Diáconos permanentes | Varones    | Mujeres    | Parroquias |
| ------------------------------------------------------------------------------- | -------------------- | --------- | -------------- | ---------- | ------------- | ------------- | ------------------------ | -------------------- | ---------- | ---------- | ---------- |
| 2001                                                                            | 70 000               | 700 000   | 10.0           | 7          | 2             | 5             | 10 000                   |                      | 5          | 9          | 1          |
| 2002                                                                            | 70 000               | 700 000   | 10.0           | 5          |               | 5             | 14 000                   |                      | 6          | 10         | 1          |
| 2003                                                                            | 71 000               | 701 000   | 10.1           | 5          | 1             | 4             | 14 200                   |                      | 6          | 13         | 2          |
| 2004                                                                            | 71 000               | 701 000   | 10.1           | 6          | 1             | 5             | 11 833                   |                      | 6          | 13         | 4          |
| 2006                                                                            | 200 000              | 746 000   | 26.8           | 6          | 1             | 5             | 33 333                   |                      | 6          | 16         | 5          |
| 2013                                                                            | 350 099              | 849 000   | 41.2           | 10         | 3             | 7             | 35 009                   |                      | 7          | 17         | 9          |
| 2016                                                                            | 366 700              | 800 000   | 45.8           | 16         | 7             | 9             | 22 918                   |                      | 13         | 26         | 10         |
| 2019                                                                            | 401 000              | 873 300   | 45.9           | 16         | 6             | 10            | 25 062                   |                      | 11         | 25         | 11         |
| 2021                                                                            | 425 865              | 928 168   | 45.9           | 13         | 5             | 8             | 32 758                   |                      | 8          | 18         | 10         |
| Fuente: Catholic-Hierarchy, que a su vez toma los datos del Anuario Pontificio. |                      |           |                |            |               |               |                          |                      |            |            |            |

## Episcopologio
- Joaquim Ferreira Lopes, O.F.M.Cap. (9 de noviembre de 2001-6 de junio de 2007 nombrado obispo de Viana)
- José Manuel Imbamba (6 de octubre de 2008-12 de abril de 2011 nombrado arzobispo de Saurimo)
- Estanislau Marques Chindekasse, S.V.D., desde el 22 de diciembre de 2012